# أنخيل لوبيز بيريز
أنخيل لوبيز بيريز (بالإسبانية: Ángel López Pérez)‏ هو مدرب كرة قدم إسباني، ولد في 5 أبريل 1983 في مدريد في إسبانيا.